# Runway 34
Pour plus de détails, voir Fiche technique et Distribution.
Runway 34 est un thriller indien en langue hindi de 2022 produit et réalisé par Ajay Devgan sous la bannière Ajay Devgn Films. Le film s'inspire d'un incident aérien impliquant un vol Jet Airways 9W-555 de Doha à Kochi le 17 août 2015 et de nombreux films comme The Captain, Flight, etc. Le film met en vedette Ajay Devgan, Amitabh Bachchan et Rakul Preet Singh, avec Boman Irani, Angira Dhar et Aakanksha Singh jouant des rôles essentiels.
Runway 34 est sorti en salles le 29 avril 2022. Il a reçu des critiques mitigées voire positives, mais n'a pas eu de bons résultats au box-office. Il est sorti en streaming numérique sur Prime Video le 24 juin 2022.

## Synopsis
Le capitaine Vikrant Khanna est un pilote accompli qui se prépare pour un vol de Dubaï à Cochin. Il boit de l'alcool et fait la fête la nuit précédant le vol et se sent fatigué à l'embarquement, où sa copilote est Tanya Albuquerque. Plus tard, un cyclone à Cochin conduit à ce que le vol soit détourné vers Trivandrum sur la suggestion de Khanna, malgré les objections d'Albuquerque. Albuquerque dit que Bengaluru doit être la deuxième option, pas Trivandrum, car ce dernier est proche de Cochin et a de fortes chances d'avoir également du mauvais temps. Khanna dit que s'ils se déroutent vers Trivandrum, ils peuvent tenter un atterrissage là-bas et économiser du carburant. En raison d'un manque de communication, les pilotes ne se rendent pas compte que Trivandrum est confronté à des conditions météorologiques pires que Cochin, ce qui réduit le niveau de visibilité. Le capitaine Khanna parvient d'une manière ou d'une autre à atterrir en fermant les yeux et évite ainsi une catastrophe majeure.
Avant l'enquête, un petit interrogatoire a lieu, comprenant un examen médical de Khanna. L'instrument est cependant endommagé et ne permet pas de révéler si Khanna est ivre ou non. L'enquête est en cours sur les actions des pilotes, dirigée par le directeur de l'AAIB, Narayan Vedant. L'enquête a été menée principalement parce qu'Alma Asthana, une femme âgée qui était à bord du vol et qui était la seule passagère à avoir fait confiance à Khanna dans sa décision de se dérouter vers Trivandrum, était décédée d'une crise cardiaque alors qu'elle se rendait à l'hôpital. Au cours de l'enquête, un polygraphe est effectué sur Khanna. Vedant effraie Albuquerque avec ses questions, et elle révèle que Khanna avait fermé les yeux lors de l'atterrissage.
Au cours de la séance suivante de l'enquête, Khanna révèle qu'il a une mémoire photographique, il savait donc ce qu'il faisait pendant l'atterrissage, même si ses yeux étaient fermés alors qu'il imaginait tout dans son esprit en se basant sur les atterrissages passés sur la même piste. Il le prouve finalement à travers un vol simulé avec Vedant comme copilote. Il fait les mêmes mouvements que la nuit de l'atterrissage, portant cette fois un bonnet sur les yeux, pour assurer à Vedant qu'il peut atterrir sans voir. Il est suspendu pour trois mois, mais est félicité pour ses compétences. Après trois mois, Vikrant prend son prochain vol et il est révélé qu'une hôtesse de l'air a bu de l'alcool par pure terreur.

## Production

### Développement
Le film s'intitulait à l'origine Air Crash Investigation. En novembre 2021, le nom du prochain film a été changé en Runway 34.  Le nombre « 34 » dans le titre du film a été choisi parce que c'était l'âge d'Ajay lorsque sa fille Nysa est née. Le film est basé sur des faits réels, dans lesquels un avion de Doha à Kochi a atterri avec seulement une très petite quantité de carburant restant,.

### Tournage
L'annonce officielle du film a été faite le 7 novembre 2020  et le tournage principal a commencé le 11 décembre 2020 à Hyderabad. Le film a été tourné à Hyderabad et à Mumbai. Le tournage a été interrompu pendant un certain temps en raison du confinement et des restrictions COVID en 2021. En août 2021, Devgn s'est rendu en Russie pour faire une reconnaissance et finaliser les lieux de tournage des scènes. Plus tard en septembre, Ajay Devgn, Rakul Preet et Boman Irani se seraient rendus en Russie pour filmer certaines scènes d'aéroport. Le film a été tourné le 17 décembre 2021.

## Libérer

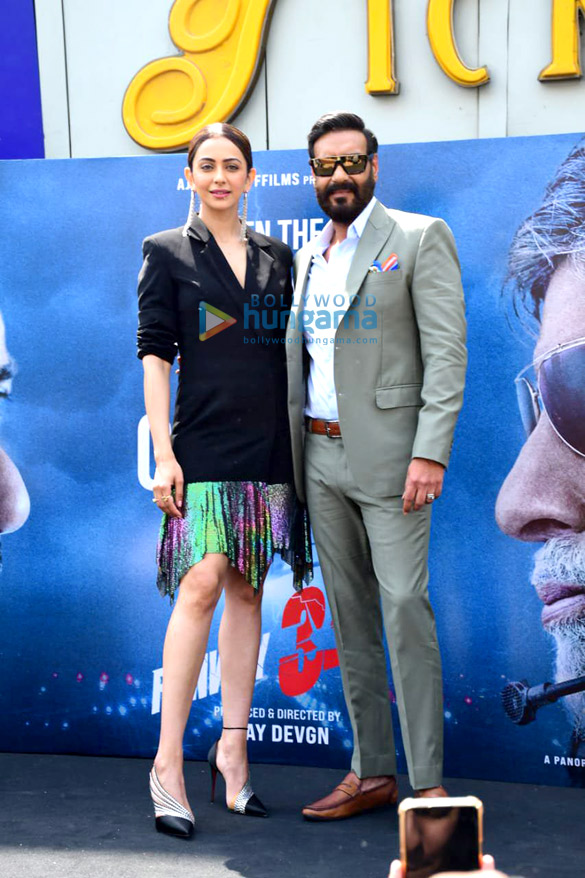
Ajay Devgn et Rakul Preet Singh lors du lancement de la deuxième bande-annonce de Runway 34 à Delhi.

Le film est sorti en salles le 29 avril 2022, coïncidant avec la fête de l'Aïd. Il est sorti sur Prime Video le 24 juin 2022.

## Réception

### Billetterie
Runway 34 a rapporté 16 millions  au box-office national le jour de son ouverture. Le deuxième jour, le film a récolté 900 millions de  . Le troisième jour, le film a récolté 9,50 crores de , portant la collecte nationale totale du week-end à 35,75 crores  .